# クリス・イーヴズ
クリス・イーヴズ（Chris Eves、1987年12月11日 - ）は、ラグビーユニオン選手。

## プロフィール
- ニュージーランド・ヘンダーソン出身。
- ポジションはプロップ(PR)。
- 身長 188cm、体重 118kg[1]。
- マオリ・オールブラックスに選ばれたことがある[2]。

## 略歴
ノースハーバー、マナワツ、ハリケーンズ、ベイオブプレンティを経て、2020年1月、サンウルブズの2020シーズンスコッドに選ばれた。